# Wallagonia leerii
Cá da trơn Tapah (Danh pháp khoa học: Wallagonia leerii) là một loài cá da trơn trong họ cá nheo Siluridae thuộc bộ cá da trơn Siluriformes bản địa ở Đông Nam Á, chúng phân bố từ Thái Lan cho đến bán đảo Mã Lai và cả đảo Borneo và đảo Sumatra của Indonesia. Đây là loài cá có kích cỡ lớn, chúng có thể dài đến 2m (6 ft 7 in) và nặng đến 95 kg (209 lb), chúng đã được cư dân bản địa thời cổ đại sử dụng làm thực phẩm.
Ở Mã Lai, loài cá da trơn Tapah khổng lồ này có thể nặng tới 100 kg và rất khó đánh bắt. Cá da trơn Tapah được người dân địa phương gọi là cá thần bí, có thể nặng tới 100 kg. Cá Tapah là một loài phổ biến vẫn được tìm thấy ở sông hồ lớn ở Malaysia, thường nặng từ 1 đến 3 kg. Tại đây lưu truyền nhiều câu chuyện thần bí về loài cá này.

## Ở Mã Lai
Nhưng Tapah khổng lồ hiện nay rất hiếm. Loài cá lớn này gần như tuyệt chủng vì ô nhiễm nguồn nước do khai thác gỗ và đánh bắt cá quá mức. Việc săn lùng loài cá da trơn Tapah khổng lồ hiếm gặp làm nhiều người câu cá đi sâu vào những khu rừng nhiệt đới của Malaysia nhưng không có nhiều cuộc săn bắt Tapah thành công, loài cá này xuất hiện trên nhiều mặt báo Malaysia khi người câu cá ở Sarawak bắt được một con 56 kg và cách đó 3 năm, một con cá nặng 93 kg cũng được bắt ở Pekan, Pahang.
Tại Malaysia, có rất nhiều câu chuyện về người câu cá bắt gặp loài vật hiếm này, nhiều người từng nói mình chứng kiến cá Tapah nhảy ra khỏi mặt nước, vươn lên các cành cây cao để đớp khỉ con, ngoài ra còn có những câu chuyện khác ở Sabah và Sarawak, nơi cá Tapah được đồn là nuốt trẻ em và người lớn tắm trên sông giống như cá da trơn Gnoo ở Ấn Độ. Không có sự việc nào như vậy được ghi lại, nhưng huyền thoại về cá khổng lồ Tapah vẫn được lưu truyền nhiều năm bởi những người sống ven sông. 